# 朱之文 (1958年)
朱之文（1958年10月—），男，福建东山人，中华人民共和国政治人物。厦门大学经济系财务会计专业毕业。曾先后担任厦门大学、复旦大学党委书记。中华人民共和国教育部副部长，现任中国教育学会会长。

## 经历
朱之文早年在厦门大学经济系读书。1980年6月加入中国共产党。大学毕业后，留校任教。历任校团委副书记，国际贸易系党总支副书记、书记，中共厦门大学党委办公室主任，厦门大学校长助理，副校长等职。2000年，朱之文走上仕途，出任中共福建省委教育工委书记，省教育厅厅长、党组书记（时任福建省省长为习近平）；2005年，出任中共宁德市委书记。2006年，朱之文返回厦门大学，出任校党委书记，晋升副部级官员；五年后，2011年9月，转任复旦大学校党委书记，任职期间，朱之文发现并解决了学校存在的许多历史遗留问题，受到全校师生的普遍赞誉。为解决学校办学空间不足的问题，他推进了枫林校区和江湾校区改扩建工程；2013年，当选第十二届全国人民代表大会上海地区代表 。
2016年1月，朱之文出任教育部副部长，是当时唯一非京高校出身的教育部领导。
2019年12月当选中国教育学会新任会长。